# Estefania Ramon
Estefania Ramon o Estefania de Barcelona (995-1077), filla dels comtes de Barcelona Ramon Borrell i Ermessenda de Carcassona. Casada el 1020 amb Roger de Tosny, noble normand al servei de la seva mare.